# Eubazus trilobatus
Eubazus trilobatus är en stekelart som först beskrevs av Thomas Say 1836.  Eubazus trilobatus ingår i släktet Eubazus och familjen bracksteklar. Inga underarter finns listade i Catalogue of Life.